# 蒙圣让
蒙圣让（法語：Mont-Saint-Jean，法語發音：[mɔ̃ sɛ̃ ʒɑ̃]）是法国萨尔特省的一个市镇，属于马梅尔斯区。

## 地理
蒙圣让（48°14'47"N, 0°6'27"W）面积42.31 平方千米，位于法国卢瓦尔河地区大区萨尔特省，该省份为法国西北部内陆省份，北起顺时针与奥恩省、厄尔-卢瓦省、卢瓦-谢尔省、安德尔-卢瓦尔省、曼恩-卢瓦尔省和马耶讷省接壤，是法国大西部的入口，连接卢瓦尔河谷、布列塔尼和巴黎盆地。
与蒙圣让接壤的市镇（或旧市镇、城区）包括：圣雷米德锡耶、锡耶勒纪尧姆、圣日尔曼德库拉梅、克里塞、杜耶、蒙特勒伊勒谢蒂夫、奥尔特河畔维马丹。

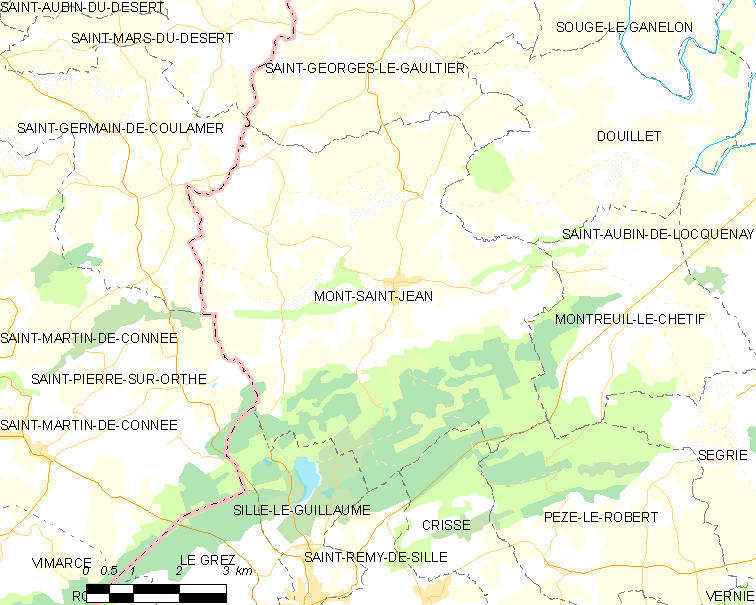
蒙圣让的OSM定位图

蒙圣让的时区为UTC+01:00、UTC+02:00（夏令时）。

## 行政
蒙圣让的邮政编码为72140，INSEE市镇编码为72211。

## 政治
蒙圣让所属的省级选区为锡耶勒纪尧姆县。

## 人口

1962-2008年间蒙圣让人口变化图示

蒙圣让于2022年1月1日时的人口数量为633人。